# Fluorid niobitý
Fluorid niobitý je anorganická sloučenina s chemickým vzorcem NbF3.

## Příprava
Fluorid niobitý lze získat reakcí niobu s fluorovodíkem při 225 °C. Sloučeninu lze také získat redukcí fluoridu niobičného kovovým niobem při 750 °C a vysokém tlaku nebo reakcí hydridu niobu se směsí fluorovodíku a vodíku.

## Vlastnosti
Fluorid niobitý je modrá až černá pevná krystalická látka nerozpustná ve vodě. Sloučenina je polovodič a má kubickou krystalovou strukturu typu oxidu rheniového s prostorovou grupou Pm3m (Prostorová grupa-č. 221).